# Bored to Death (singolo)
Bored to Death è un singolo del gruppo musicale statunitense Blink-182, estratto dal settimo album in studio California e pubblicato nel 2016. La canzone è stata pubblicata il 27 aprile 2016, dalla BMG. "Bored to Death" è stata scritta dal cantante e bassista Mark Hoppus, dal batterista Travis Barker, e dal cantante e chitarrista Matt Skiba. È il primo singolo di Matt Skiba con la band, e il primo singolo senza il cantante e chitarrista Tom DeLonge.

## Video musicale
Il videoclip, diretto da Rob Soucy, è stato pubblicato il 20 giugno 2016 attraverso il canale YouTube del gruppo.